# Toxeumorpha
Toxeumorpha är ett släkte av steklar. Toxeumorpha ingår i familjen puppglanssteklar.
Kladogram enligt Catalogue of Life:
| Toxeumorpha | \| \| Toxeumorpha megacephala \| \| \| \| \| \| Toxeumorpha minuta \| \| \| \| \| \| Toxeumorpha nigra \| \| \| \| |
|             | \| \| Toxeumorpha megacephala \| \| \| \| \| \| Toxeumorpha minuta \| \| \| \| \| \| Toxeumorpha nigra \| \| \| \| |
|             | Toxeumorpha megacephala                                                                                            |
|             | |
|             | Toxeumorpha minuta                                                                                                 |
|             | |
|             | Toxeumorpha nigra                                                                                                  |
|             | |